# Передерий, Анатолий Иванович
Анатолий Иванович Передерий (1932—2021) — главный конструктор систем управления для ракетно-космической техники (НПО «Электроприбор»), лауреат Ленинской премии (1976).

## Биография
Родился 17 ноября 1932 года. 
Окончил Харьковский электротехнический техникум (1952) и вечернее отделение Харьковского института радиоэлектроники (1971). 
Работал в Харьковском отделении Гипроэнергопрома (1952—1955), с 1955 года — на заводе «Коммунар» испытателем системы управления ракеты Р-5, с 1957 года — руководитель группы.
В 1959 году переведён в ОКБ-692 (с 1967 года — НПО «Электроприбор») начальником лаборатории комплексных испытаний, с 1965 года — начальник комплекса. В 1968—1983 годах — заместитель Главного конструктора КБЭ, с 1975 года — главный конструктор направления (разработка систем управления для КБ «Южное») НПО «Электроприбор».
Главный конструктор системы управления БР дальнего действия 15А14, 15А18М («Satan»).
Последний раз прижизненно упоминается в СМИ в 2014 году.

## Звания и награды
Лауреат Ленинской премии (1976) - за участие в создании унифицированной системы управления ракетных комплексов Р-36М и УР-100Н. 
Награждён орденами «Знак Почёта» и Трудового Красного Знамени.